# Phaonia niger
Phaonia niger är en tvåvingeart som först beskrevs av Albuquerque och Matthew J. Medeiros 1980.  Phaonia niger ingår i släktet Phaonia och familjen husflugor. Inga underarter finns listade i Catalogue of Life.